# Cascate di Trümmelbach
Le cascate di Trümmelbach sono una serie di cascate ubicate a Lauterbrunnen, nei pressi della frazione di Stechelberg.

## Descrizione
Situate all'interno della valle di Lauterbrunnen, si tratta di un complesso di dieci cascate alimentate dalle nevi e dai ghiacciai dell'Eiger, del Mönch e dello Jungfrau: suprano un dislivello di 140 metri, hanno una portata di circa 20 000 litri d'acqua al secondo e durante l'anno trasportano oltre 20 000 tonnellate di detriti. Dalle cascate origina la Weisse Lütschine, che successivamente, con la Schwarze Lütschine, forma il fiume Lütschine.
Le cascate sono accessibili dal 1913 tramite un sistema di gallerie e rampe di scale per una lunghezza di 600 metri, oltre a un ascensore inclinato che permette di superare un dislivello di circa 100 metri.